# Arseniusz (Czekandrakow)
Arseniusz, imię świeckie Angeł Błagojew Czekandrakow (ur. 29 lipca 1932 we wsi Dołgo Pole, zm. 2006) – bułgarski biskup prawosławny.

## Życiorys
W 1951 ukończył seminarium duchowne w Płowdiwie, po czym podjął studia teologiczne w Akademii Duchownej w Sofii. W 1956 ukończył je, po czym został zatrudniony jako bibliotekarz w Monasterze Rylskim. 2 czerwca 1956 złożył w tymże klasztorze wieczyste śluby mnisze, przyjmując imię Arseniusz. 10 czerwca tego samego roku został wyświęcony na hierodiakona. Następnie wyjechał na trzy lata do Moskwy i uczył się w aspiranturze Moskiewskiej Akademii Duchownej. 18 października 1958 przyjął święcenia kapłańskie z rąk patriarchy moskiewskiego i całej Rusi Aleksego I. Po powrocie do Bułgarii hieromnich Arseniusz ponownie zamieszkał w Monasterze Rylskim. W 1961 otrzymał godność archimandryty. Od 1961 do 1968 wykładał w seminarium duchownym w Czerepisz. Następnie przez rok pełnił funkcję protosynkellosa (protosyngla) metropolii wraczańskiej i studiował teologię na specjalistycznych studiach na Uniwersytecie Humboldtów w Berlinie.
30 marca 1969 został wyświęcony na biskupa stobijskiego, wikariusza eparchii wraczańskiej. W 1974 Święty Synod Bułgarskiego Kościoła Prawosławnego nominował go na metropolitę wraczańskiego, jednak pod naciskiem władz państwowych zmienił decyzję. Biskup Arseniusz został przeniesiony do Monasteru Trojańskiego jako jego przełożony. Następnie był również sekretarzem Synodu i wikariuszem metropolii płowdiwskiej.
W 1987 objął urząd metropolity Płowdiwu, który sprawował do swojej śmierci w 2006.